# Milan Ćulum
Milan Ćulum (in serbo Милан Ћулум?; Novi Sad, 28 ottobre 1984) è un ex calciatore serbo, di ruolo centrocampista.

## Carriera

### Club
Il 25 gennaio 2018 viene acquistato a titolo definitivo dalla squadra albanese del Partizani Tirana.